# Herbert Holman
Sir Herbert Campbell Holman KCB, CMG, DSO (* 3. Mai 1869; † 1949) war ein britischer Offizier, zuletzt Generalleutnant.

## Leben
Nach der Ausbildung zum Offizier am Royal Military College Sandhurst trat Holman 1889 in das Devonshire Regiment ein. Er nahm an der Wuntho-Expedition (1892) in Burma teil und kam danach zu den 16th Bengal Lancers der British Indian Army. Er qualifizierte sich als Übersetzer für Russisch und Französisch und besuchte das Staff College Camberley. Im Boxeraufstand diente er als Stabsoffizier, danach in der Nachrichtenabteilung in London. Er befand sich 1905 als Militärattaché in der Russischen Armee während der Kämpfe im Russisch-Japanischen Krieg in der Mandschurei. Im Ersten Weltkrieg diente er 1914 in der Intelligence Section des Indischen Korps an der Westfront, später wurde er Quartiermeister des XI Corps sowie der Fourth Army. Vom 22. Mai 1919 bis 15. April 1920 war er Chef der Britischen Militärmission in Südrussland und wurde für seine dortigen Dienste zum Ritter geschlagen. Anschließend kam er nach Indien und fand dort bis 1928 in verschiedenen Positionen Verwendung.